# Classe Monton d'Oro
La  Classe Monton d'Oro fu una classe di vascelli di terzo rango da 24 cannoni che prestò servizio nella Armada tra il 1688 e il 1694. Ne furono costruiti 2 esemplari, destinati principalmente a servire come magazzini mobili al seguito dell'Armata Grossa.

## Storia
La costruzione del vascello di terzo rango da 24 cannoni Monton d'Oro fu ordinata dal Senato nel 1686, e la nave fu impostata in quello stesso anno sotto la direzione del Proto dei Marangoni Iseppo Depieri. La nuova nave fu varata presso l'Arsenale nel 1688 ed entrò subito a far parte dell'Armata Grossa, adibita a servire come magazzino mobile al seguito delle navi dell'Armata Grossa. Ad essa seguì una seconda unità, denominata Abbondanza e Ricchezza. Entrambe la unità andarono perse in mare, la prima durante la battaglia di Capo Strada Bianca il 13 gennaio 1691, e la seconda per incaglio nel porto di Scio il 9 febbraio 1695.

## Navi della classe
| Nome                   | Arsenale | Costruzione | Storia                                                      | Fine                                                                                 |
| Monton d'Oro           | Venezia  | 1686-1686   | Prima unità della classe, partecipò alla guerra di Morea.   | Persa in combattimento durante la battaglia di Capo Strada Bianca il 13 gennaio 1691 |
| Abbondanza e Ricchezza | Venezia  | 1679-1688   | Seconda unità della classe, partecipò alla guerra di Morea. | Persa per incaglio nel porto di Scio il 9 febbraio 1695, fu catturata dai turchi.    |